# Лавут, Павел Ильич
Павел Ильич Лавут (1898, Александровск Екатеринославской губернии — 1979, Москва) — советский актёр и концертный администратор, литератор-мемуарист.

## Биография
Родился в семье купца первой гильдии, владельца книжного магазина и типографии. В 1918 году окончил коммерческое училище. В начале 1920-х годов работал актёром, затем концертным администратором, организатором гастрольных поездок, в том числе турне В. В. Маяковского по стране (1926—1930). Сохранилось несколько доверенностей и телеграмм В. В. Маяковского П. И. Лавуту по вопросам, касающимся организации этих поездок; упоминается им в поэме «Хорошо!» («Мне рассказывал тихий еврей, Павел Ильич Лавут…»).
Впоследствии был организатором литературных вечеров в клубе МГУ и Союзе писателей СССР, открыл платный лекторий МГУ. В 1930-е годы устраивал литературные турне С. Я. Маршака, К. И. Чуковского, М. М. Зощенко, С. И. Кирсанова, И. Г. Эренбурга и других писателей.
Автор воспоминаний о Маяковском (1940, 1959) и Зощенко, впоследствии изданных в книжной форме.
Сын — правозащитник Александр Лавут. Правнучка  — Евгения Лавут, поэтесса, праправнук — Александр Лавут, активист, поэт, ученик гуманитарного класса московской Пятьдесят седьмой школы.

## Сочинения
- Лавут П. И. Маяковский едет по Союзу. — М.: Советская Россия, 1963. (2-е издание — 1969; 3-е издание — 1978).
- Лавут П. И. Неповторимый рассказчик // Вспоминая Михаила Зощенко. — М.: Художественная литература, 1990.
- Каменский В., Лавут П., Кассиль Л. Пришедший сам: Воспоминания о Владимире Маяковском. — М.: ПРОЗАиК, 2013.